# Ilka Minor
Ilka Minor (* 30. April 1975 in Klagenfurt; gebürtige Ilka Petrasko) ist eine österreichische Rallye-Beifahrerin.

## Karriere
Von 1994 bis 1997 war Minor Beifahrerin von Achim Mörtl, mit dem sie auch eine Beziehung hatte. Ab 1998 fuhr sie mit David Doppelreiter und Markus Mitterbauer die Österreichische Rallye-Staatsmeisterschaft. Im Jahr 2001 startete sie erstmals bei internationalen Bewerben mit Manfred Stohl.
Ihre größten internationalen Erfolge waren drei zweite Ränge im Gesamtergebnis der Rallye Zypern 2005, der Rallye Wales 2006 und der Rallye Italien 2012. 2006 fuhr sie mit Manfred Stohl in einem Peugeot 307 WRC und 2007 nahmen sie mit einem Citroën Xsara WRC des Teams Kronos Racing an der Rallye-Weltmeisterschaft teil.
Ab 2010 war sie Beifahrerin von Henning Solberg. Seit der Rallye Großbritannien 2012 fuhr sie bei Jewgeni Nowikow mit. Die beste Platzierung 2012 war ein zweiter Rang bei der Rallye Italien. Im Jahr 2013 waren es zwei vierte Ränge in Portugal und Argentinien.
Seit 2014 fährt Ilka Minor sporadische Einsätze in der Rallye-Weltmeisterschaft mit Privatier Henning Solberg. Bei der Rallye Schweden belegten sie den siebten und bei der Rallye Portugal den fünften Rang mit einem Ford Fiesta RS WRC.

## Persönliches
Die Technikerin ist verheiratet und wohnt in Wien. Seit 1994 besitzt sie eine Rennlizenz. Im Jahr 2005 wurde sie zu Österreichs Motorsportlerin des Jahres gewählt.